# Lingue (Cavalieri Ospitalieri)
Le lingue erano delle suddivisioni che i Cavalieri Ospitalieri utilizzavano per identificare le aree di provenienza (secondo la lingua parlata) dei militi che componevano l'esercito prima della perdita dell'isola di Malta nel 1798.

## Storia
Non si hanno informazioni storiche precise circa la fondazione delle "lingue", ma si ha ragione di credere che esse risalgano, in base alle ubicazioni ed alle scelte fatte dai Cavalieri Ospitalieri, perlomeno all'epoca medioevale e cioè quando l'ordine si trovava al culmine della propria potenza politica e della propria influenza territoriale.  
Nel XIII secolo, le commende ospedaliere occidentali sono raggruppate, secondo uno schema territoriale, sotto la responsabilità di un priore provinciale (talvolta chiamato gran priore). Per facilitare l'incasso delle responsioni, l'Ordine crea la funzione di gran commendatore d'Oltremare, con la responsabilità, davanti al capitolo, del controllo dei priori e dei gran priori. 
Nella seconda metà del XIII secolo, si assiste a una prima suddivisione delle funzioni del gran commendatore d'Oltremare, con la creazione di gran commendatori territoriali:
- gran commendatore di Francia;
- gran commendatore di Germania e dell’Europa centrale;
- gran commendatore d’Italia;
- gran commendatore dei regni di Spagna.

Questi incarichi erano personali e non istituzionali.
Fu il gran maestro Guillaume de Villaret a completare questa organizzazione amministrativa territoriale, istituzionalizzando le lingue ospedaliere mediante un decreto capitolare nel 1301. Tra il 1301 e il 1304, egli ufficializzò le prime sette lingue (Provenza, Alvernia, Francia, Spagna, Italia, Germania, Inghilterra).
Esse giunsero fino al numero di otto:
- I Lingua di Provenza: occupava tale posizione in virtù del fatto di aver dato all'ordine il primo gran maestro, Gerardo Sasso,[2] che le fonti antiche ritenevano di origini provenzali (ma è stato in seguito provato che aveva origini italiane), inizialmente fu un Priorato unico (di Saint-Gilles) ma poi si aggiunse il Gran Priorato di Tolosa (nel Trecento);
- II Lingua di Alvernia: si richiamava alla regione francese dell'Alvernia, da dove provenivano i primi cavalieri, formava un unico gran Priorato (che mantenne il nome di priorato di Alvernia anche dopo lo spostamento della sede priorale a Lione, già sede di un Baliato);
- III Lingua di Francia per i membri provenienti dal nord del regno di Francia, inizialmente composto dal Priorato di Francia (con sede a Parigi), vi si aggiunsero nel Trecento i Priorati di Aquitania e di Champagne;
- IV Lingua d'Italia: riferita a tutti i cavalieri di lingua italiana, comprendeva ben sette (gran) Priorati: Roma, Barletta, Capua, Messina, Pisa, Venezia e Lombardia (con sede ad Asti);
- V Lingua d'Aragona: per i cavalieri dell'Aragona e della Spagna nordorientale di lingua catalana con i Priorati di Navarra, Catalogna e Aragona;
- VI Lingua d'Inghilterra: per i cavalieri di lingua inglese, con i Priorati di Inghilterra e di Irlanda. Soppressa dopo la controriforma nel XVI secolo, fu sostituita nel 1780 dalla lingua Anglo-Bavara,[2] che riuniva tutti i cavalieri cattolici inglesi, svizzeri, bavaresi e polacchi con i nuovi Priorati di Baviera (creato nel 1780) e Polonia (dal 1776, dal 1797 Priorato di Russia);
- VII Lingua d'Alemagna: per i cavalieri di lingua tedesca appartenenti al Gran Priorato di Germania  e per gli appartenenti al Gran Priorato di Ungheria e al Gran Priorato di Boemia (presente anche il Priorato di Dacia o Dania, comprendente i Paesi nordici fino alla Riforma, poi solo sede titolare);
- VIII Lingua di Castiglia o Portogallo: per i cavalieri di lingua spagnola e portoghese con i Priorati di Castiglia e di Portogallo.

Ogni lingua era presieduta da un Capo o Piliero preposto al compito di comandante che siedeva nel Consiglio ordinario del Gran Maestro con un ruolo specifico per ogni lingua:
- gran commendatore (o gran precettore) in Provenza;
- gran maresciallo in Alvernia;
- grand'ospedaliere in Francia;
- grand'ammiraglio in Italia;
- gran conservatore in Aragona;
- turco-piliero in Inghilterra (e in seguito nella Lingua Anglo-Bavara);
- il gran balio in Alemagna;
- il cancelliere o vicecancelliere in Castiglia o Portogallo.

Ciascuna Lingua era suddivisa in diversi priorati i quali contenevano nei loro limiti un numero variabile di commende e baliaggi. Tra queste si distinguevano per le aree di maggior rilievo le "commende magistrali", ovvero quelle che spettavano direttamente alla giurisdizione del gran maestro dell'ordine, il quale poteva disporne a proprio piacimento, trattenendole per sé o di rado concedendole ad altri.
Alla vigilia della Rivoluzione francese i priorati erano 25: Saint Gilles; Alvernia; Francia; Aquitania; Champagne; Tolosa; Roma; Pisa; Lombardia; Venezia; Barletta; Messina; Capua; Castellania d’Amposta; Portogallo (Leòn) e Navarra, Inghilterra; Irlanda; Germania; Boemia; Catalogna; Ungheria; Dacia (Svezia, Norvegia e Danimarca); Baviera; Polonia; Russia.

## Composizione

### La veneranda lingua d'Italia
Anche per ragioni di vicinanza fisica, culturale e religiosa con i possedimenti dei cavalieri di Malta, la lingua d'Italia fu da sempre un punto focale per la politica del proselitismo ospitaliero. Essa era suddivisa in sette "grandi priorati", a loro volta suddivisi in commende come segue:
- I Gran priorato di Lombardia (1 commenda magistrale + 35 commende per cavalieri di giustizia)
- II Gran priorato di Roma (1 commenda magistrale + 18 commende per cavalieri). Per questo priorato, in base ai concordati tra ordine di Malta e Santa Sede sotto il pontificato di Pio V, venne stabilito che la commenda magistrale venisse concessa ad un cardinale.
- III Gran priorato di Venezia (1 commenda magistrale + 27 commende per cavalieri + 2 di giuspatronato)
- IV Gran priorato di Pisa (1 commenda magistrale + 11 commende per cavalieri + 4 commende per cappellani conventuali e serventi d'armi)
- V Gran priorato di Capua (1 commenda magistrale + 6 commende per cavalieri + 3 commende per cappellani conventuali e serventi d'armi)
- VI Gran priorato di Barletta (1 commenda magistrale + 10 commende per cavalieri + 1 commenda per cappellani conventuali e serventi d'armi)
- VII Gran priorato di Messina (1 commenda magistrale + 10 commende per cavalieri)

La veneranda lingua d'Italia comprendeva poi sette baliaggi territoriali specifici:
- Baliaggio di Sant'Eufemia
- Baliaggio di Napoli
- Baliaggio della Trinità di Venosa
- Baliaggio di Santo Stefano di Monopoli
- Baliaggio della Roccella
- Baliaggio di Cremona
- Baliaggio di San Sebastiano (di patronato Barberini, così chiamato perché avente sede presso la chiesa di San Sebastiano al Palatino)

A partire dall'Ottocento, quando l'ordine ottenne le nuove convenzioni con la Santa Sede e dopo lo stabilirsi della sede a Roma, i gran priorati divennero 3 soli e tali sono ai nostri giorni:
- I Gran priorato di Roma (20 commende per cavalieri di giustizia + 3 commende per cappellani conventuali + 10 commende di patronato + baliaggio di San Sebastiano);
- II Gran priorato di Lombardia e Venezia (9 commende per cavalieri di giustizia + 1 commenda per cappellani conventuali + 27 commende di patronato + baliaggio di Cremona);
- III Gran priorato di Napoli e Sicilia (11 commende per cavalieri di giustizia + 1 commenda per cappellani conventuali + 3 commende di patronato).

### La suddivisione odierna
Lo SMOM è suddiviso in sei gran priorati e sei sotto-priorati:
- Gran priorato di Roma
- Gran priorato di Lombardia e Venezia
- Gran priorato di Sicilia e Napoli
- Gran priorato di Boemia
- Gran priorato d'Austria
- Gran priorato d'Inghilterra

Sottopriorati
- Sotto Priorato tedesco di San Michele (Colonia)
- Sotto Priorato irlandese San Oliver Plunkett (Dublino)
- Sotto Priorato spagnolo di San Giorgio e San Giacomo (Madrid)
- Sotto Priorato di Nostra Signora del Fileremo (San Francisco)
- Sotto Priorato di Nostra Signora di Lourdes (New York)
- Sotto Priorato australiano dell’Immacolata Concezione (Melbourne)